# Paracucumidae
Famille
Les Paracucumidae sont une famille d'holothuries (concombres de mer) de l'ordre des Dendrochirotida.

## Description et caractéristiques
Ce sont des holothuries dendrochirotes allongées, cylindriques et effilées. caractérisées par des ossicules dermiques en forme de tables très trouées. 

## Liste des genres et espèces
Selon World Register of Marine Species (11 février 2021) :
- genre Crucella Gutt, 1990
  - Crucella hystrix Gutt, 1990
  - Crucella scotiae (Vaney, 1906)
  - Crucella susannae O'Loughlin in O'Loughlin et al., 2014
- genre Paracucumis Mortensen, 1925
  - Paracucumis turricata (Vaney, 1906)

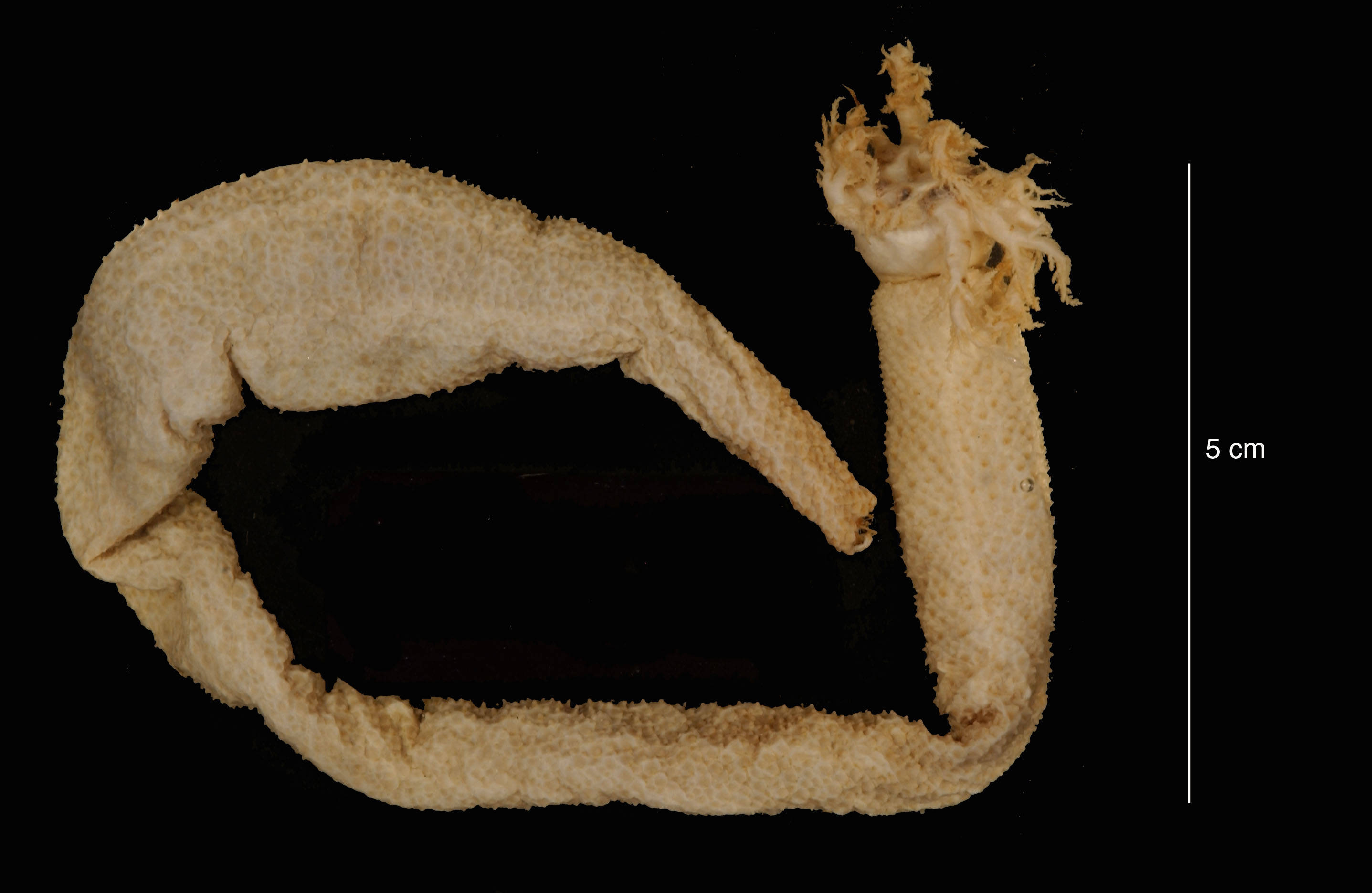
Paracucumis turricata.